# Borneomma yuata
Borneomma yuata là một loài nhện trong họ Tetrablemmidae.
Loài này thuộc chi Borneomma. Borneomma yuata được Lehtinen miêu tả năm 1981.